# Neolucoppia luculenta
Neolucoppia luculenta är en kvalsterart som beskrevs av Tseng 1984. Neolucoppia luculenta ingår i släktet Neolucoppia och familjen Oribatulidae. Inga underarter finns listade i Catalogue of Life.